# إيميليانو تادي
ايميليو تادي (بالإسبانية: Emiliano Tade)‏ (3 مارس 1988 بسانتياغو ديل استيرو في الأرجنتين - ) هو لاعب كرة قدم أرجنتيني في مركز الهجوم. لعب مع تيم ويلينغتون ونادي أوكلاند سيتي وويلينغتون يونايتد ‏.

## وصلات خارجية
- إيميليانو تادي على موقع الاتحاد الدولي (مؤرشف)  (الإنجليزية)
- إيميليانو تادي على موقع قاعدة بيانات كرة القدم.إي يو (الإنجليزية)
- إيميليانو تادي على موقع Soccerway.com (الإنجليزية)
- إيميليانو تادي على موقع AS.com (الإسبانية)